# Lísipo
Lísipo (em grego:  Λύσιππος) foi um escultor grego do século IV a.C.. Foi o último dos grandes artistas da época clássica grega. Reagiu contra os princípios da plástica praxiteliana, contra a indolência e displicência das formas.

## Vida
Nasceu em Sicião em torno de 390 a.C. Quando jovem aprendeu sozinho a arte da escultura, o que não impediu de se tornar mais tarde a principal figura da escola de Sicião e de Argos. Plínio afirma que sua produção chegou à assombrosa marca de 1,5 mil obras, todas em bronze. Foi um dos escultores mais apreciados em seu tempo, dirigindo um grande atelier e formando vários discípulos que seguiram de perto seu estilo, o que, junto com a profusão de cópias que foram feitas de suas peças originais, tanto durante sua vida como na era romana, dá margem a certa confusão entre os especialistas modernos no que diz respeito à autenticidade de cada peça a ele atribuída.
Sua obra é caracterizada por figuras atléticas, de corpos vigorosos e fortes. A dinâmica de suas estátuas é acentuada pela leveza da musculatura e pela finura das articulações, que dão a impressão de evolução e movimento espacial. Dava grande atenção aos detalhes e empregava proporções em que a cabeça era relativamente pequena, dando a impressão de maior altura às figuras.
Foi o escultor preferido de Alexandre, o Grande, de quem fez as melhores representações. Foi também mestre do escultor grego Carés de Lindos, o autor do Colosso de Rodes.

## Galeria

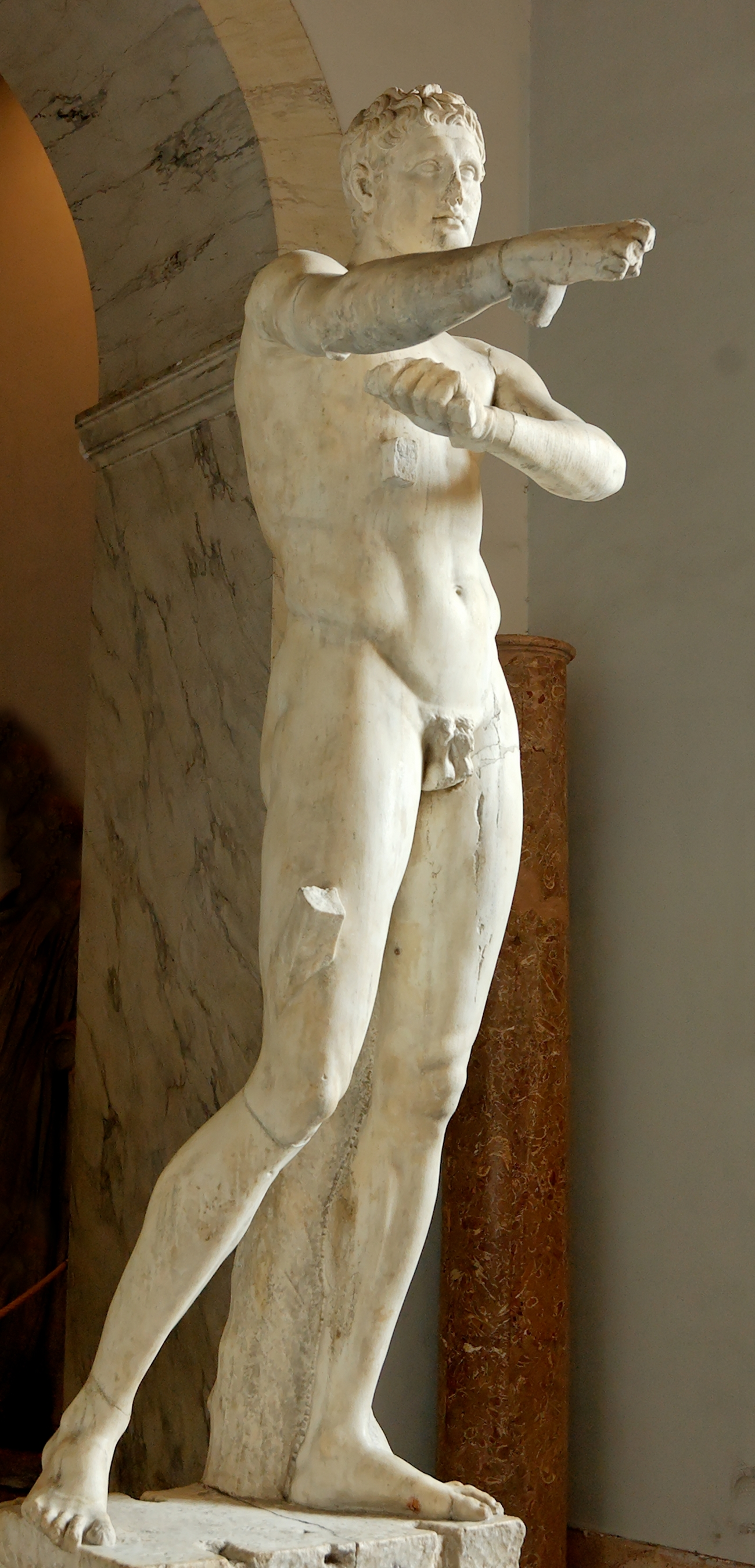
Apoxyomenos, Museus Vaticanos, Roma
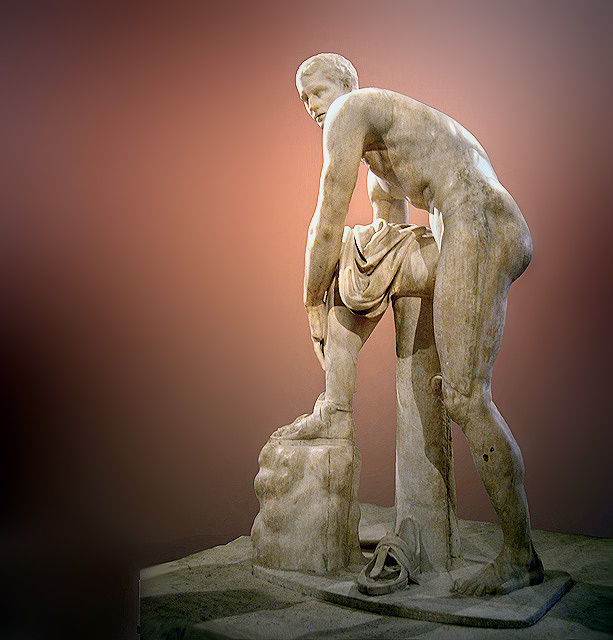
Hermes atando as sandálias, Louvre, Paris
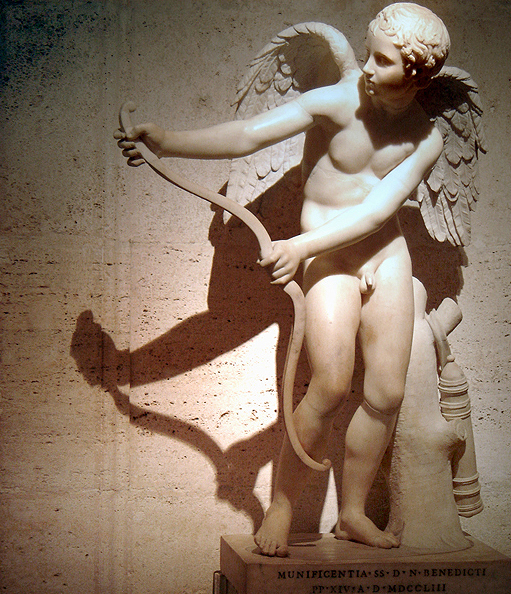
Cupido encordoando o arco, Museus Capitolinos, Roma
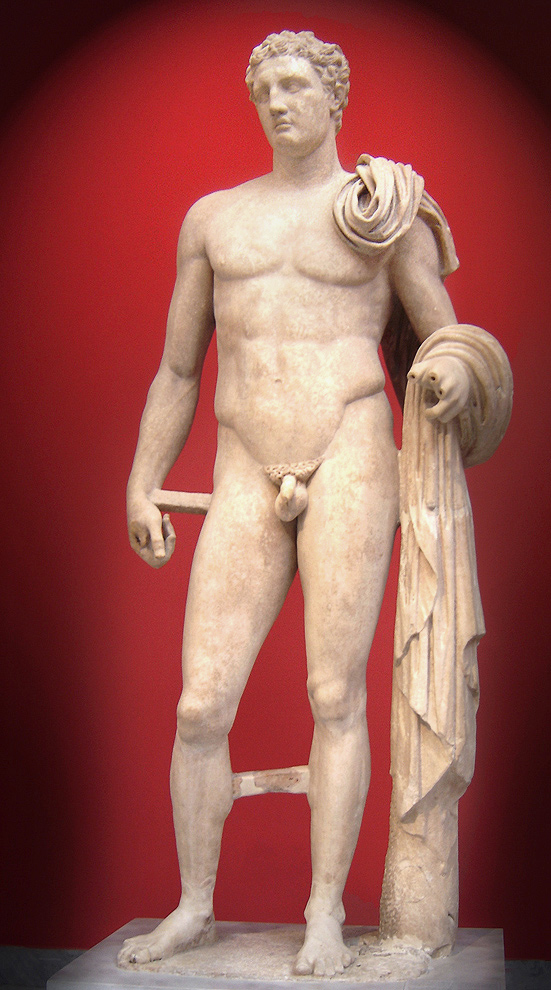
Hermes, Museu Arqueológico Nacional de Atenas